# Апфельштедт
Апфельштедт (нем. Apfelstädt) — община в Германии, в земле Тюрингия.
Входит в состав района Гота. Подчиняется управлению Нессе-Апфельштедт-Гемайнден. Население составляет 1433 человека (на 31 декабря 2006 года). Занимает площадь 12,16 км².